# Bleda
Bleda (* um 400; † um 445) war ein Sohn Mundzuks und der ältere Bruder Attilas. Zusammen mit diesem wurde er nach dem Tod seines Onkels Rua im Jahre 434/35 Herrscher der Hunnen, deren Reichszentrum etwa im heutigen Ungarn lag.
Der Herrschaftsbereich wurde zwischen beiden Brüdern geteilt, wobei aber zumeist Attila als hauptsächlich handelnde Person auftritt. Im Vertrag von Margus, die diesbezügliche Datierung ist umstritten (vielleicht 434, möglich ist aber auch ein späteres Datum), erreichten die Hunnen einen für sie vorteilhaften Ausgleich mit dem oströmischen Reich. Bleda und Attila führten anschließend Krieg im Barbaricum, fielen aber 441 wieder in oströmisches Gebiet ein.
Wohl im Winter 444/45 ließ Attila seinen Bruder ermorden und stieg damit zum Alleinherrscher der Hunnen auf, wenngleich auch er nie über alle Hunnen herrschte. Die Datierung ist aufgrund der unterschiedlichen Quellenaussagen schwierig, da Bleda wohl im Herbst 444 noch lebte, 445 aber nicht mehr. 
Im Nibelungenlied taucht Bleda als Blödelin bzw. Blödel auf. Eine umstrittene These führt den Namen der ehemaligen Stadt Buda im westlichen Teil Budapests auf eine angenommene ungarische Namensform Buda zurück.

## Etymologie
Der auf türkische Quellen spezialisierte Historiker Omeljan Pritsak hält den Namen für aus dem alttürkischen Verbalstamm bil-, protobulgarisch bli („wissen“), plus Nominalsuffix -da, abgeleitet. Bilgä sei die alttürkische Bezeichnung für einen Wissenden (einen Weisen oder Herrscher), die hunnische Form dieses Titels sei Blidä.